# Superfly (film 2018)
Superfly è un film del 2018 diretto da Director X e remake dell'omonimo film del 1972.
Il film, interpretato da Trevor Jackson, Jason Mitchell, Michael Kenneth Williams, Lex Scott Davis e Jennifer Morrison, segue un criminale che cerca di uscire dalla scena della droga di Atlanta, per un cattivo affare che lo ha messo in pericolo.
Superfly è uscito nelle sale cinematografiche statunitensi il 13 giugno 2018 ed è stato accolto tiepidamente dalla critica.

## Trama
Youngblood Priest, uno spacciatore di Atlanta, vede l'opportunità di uscire dal gioco prima di essere ucciso. Tuttavia, per fare ciò, deve completare "un ultimo lavoro" sfuggendo a una banda rivale, a un fornitore tradito, alla polizia corrotta e al cartello della droga messicano.

## Produzione
La produzione è iniziata a dicembre 2017, con il rapper Future, che annunciò il progetto e il regista del film. Le riprese principali sono cominciate ad Atlanta, nel gennaio 2018 e sono terminate nel marzo dello stesso anno.

## Colonna sonora
L'8 giugno 2018 è stata rilasciata la colonna sonora del film.
L'album, curato da Future, vede la partecipazione di: Miguel, Lil Wayne, Khalid, Ty Dolla Sign, Young Thug, PartyNextDoor, H.E.R., Gunna, Sleepy Brown, Yung Bans e altri.

## Distribuzione
Il film, inizialmente previsto per il 15 giugno 2018 è stato distribuito il 13 giugno, insieme a Gli Incredibili 2.

## Accoglienza

### Incassi
Negli Stati Uniti e in Canada, Superfly ha incassato dai 7 ai 12 milioni di dollari nel weekend di apertura. Il primo giorno ha guadagnato 1,2 milioni di dollari.

### Critica
Il film è stato accolto tiepidamente dalla critica. Sull'aggregatore di recensioni Rotten Tomatoes ha un indice di gradimento del 52% con un voto medio di 5,3 su 10, basato su 52 recensioni. Il commento del sito recita: "Superfly aggiorna l'originale blaxploitation con un remake stiloso che non è all'altezza del sottotesto sociale, ma è comunque eccitante e visivamente abbastanza interessante da offrire i suoi premi d'azione messi in scena". Su Metacritic ha un punteggio di 53 su 100, basato su 22 recensioni. Il pubblico intervistato da CinemaScore ha dato al film una "B+" su una scala da "A+" a "F".
Owen Gleiberman di Variety ha scritto: "Girato in un modo funzionale, collassato e meno sensualmente alla moda di quello che ci si aspetterebbe da un autore di video musicali, il film è un thriller di droga competente ma lucido. Tiene la tua attenzione ma ti lascia senza niente".